# Joub Jannine
Joub Jannine  (in arabo  جب جنين‎?) è una città del Libano, di circa 14 615 abitanti, capoluogo del Distretto di Bekaa Ovest. Si trova nella valle della Beqa' a circa 68 km da Beirut.
La città si trova nella parte meridionale della Valle della Beqa', sulla riva sinistra del Leonte. A meno di 10 km a sud-ovest di Joub Jannine si trova la municipalità di Qara'un con l'omonimo lago creato da uno sbarramento sul Leonte.

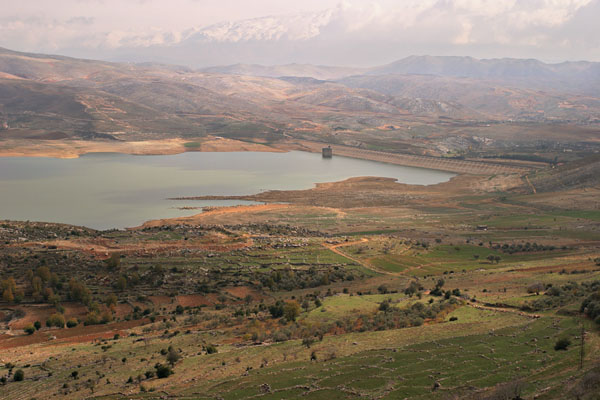
Lago Qaraʿūn